# Пуэйрредон, Хуан Мартин де
Хуа́н Марти́н де Пуэйрредо́н и О’До́ган (исп. Juan Martín de Pueyrredón y O'Dogan; 18 декабря 1777, Буэнос-Айрес — 13 марта 1850, Буэнос-Айрес) — аргентинский генерал и политический деятель XIX века.

## Биография
Пуэйрредон родился пятым из семи сыновей Хуана Мартина де Пуэйрредона и Марии Риты Доган. Его отец был французским купцом. Пуэйрредон получал образование в Королевском колледже до смерти отца в 1791 году. Затем семья переехала в Кадис (Испания), где молодой Хуан Мартин начал изучать торговое дело. Затем он занимался торговлей во Франции и Испании. Позже он вернулся в Буэнос-Айрес.

## Политическая карьера
В 1806 году в Буэнос-Айрес вошли войска Великобритании во время первого вторжения британцев в Рио-де-ла-Плату. Пуэйрредон был одним из тех креолов, кто считал, что британцы не помогут Соединённым провинциям в обретении независимости от Испании. Поэтому он переехал в Монтевидео, где познакомился с местным губернатором Паскуалем Руисом Уйдобро. Последний поручил ему организовать сопротивление, поэтому он вернулся в Буэнос-Айрес, где втайне начал готовить почву для освободительного движения. Однако британцы раскрыли подполье, и Пуэйрредон был вынужден бежать в Сакраменто, где присоединился к Сантьяго де Линьерсу, войска которого в конце концов победили британцев.
В 1807 году он поехал в Испанию как представитель Буэнос-Айреса, но вернулся в 1809 году; тогда же он возглавил освободительное движение. После Майской революции 1810 года, которая установила первую правительственную хунту, Пуэйрредон был назначен на должность губернатора Кордовы. В 1812 году он возглавил силы освобождения и стал членом непродолжительного первого триумвирата. С 1812 до 1815 года он находился в ссылке в Сан-Луисе.
В 1816 году Пуэйрредон был избран на должность верховного правителя Объединённых провинций Рио-де-ла-Платы. Он решительно поддерживал военную кампанию Хосе де Сан-Мартина в Чили. Пуэйрредон основал первый банк Аргентины и национальный монетный двор. Восстание 1819 года вынудило его уйти в отставку и отправиться в изгнание в Монтевидео. С этого времени он играл очень незначительную роль в политике. В 1829 году он выполнял функцию посредника между Хуаном Мануэлем де Росасом и Хуаном Лавалье. Умер Пуэйрредон на своём ранчо в пригороде Буэнос-Айреса.

## Семья
Пуэйрредон был женат на Марии Калиште Телеш-и-Кавидес. 24 января 1823 года в Буэнос-Айресе у них родился единственный сын, будущий известный художник и гражданский инженер Прилидиано Пуэйрредон. С 1835 до 1849 года Пуэйрредон и его семья проживали в Европе.